# 2024年シリア反政府勢力の攻勢
2024年シリア反政府勢力の攻勢（2024ねんしりあはんせいふせいりょくのこうせい、英: 2024 Syrian opposition offensives）は、シリア内戦における反政府勢力のバッシャール・アル＝アサド政権に対する全土での攻勢である。アサド大統領はロシア連邦へ亡命して、首都ダマスカスは陥落、アサド政権の崩壊につながった。

## 概要
2024年11月27日、シリア反体制派の連合軍である軍事作戦司令部は、シャーム解放機構（HTS）が率い、シリア国民軍（SNA）内のトルコが支援する同盟グループの支援を受け、シリアのイドリブ県、アレッポ県、ハマー県で親政府派のシリア陸軍（SAA）に対する攻撃を開始した。この作戦はHTSにより「侵略抑止作戦」というコードネームが付けられ、アレッポ西部郊外でのSAAによる民間人への砲撃増加に対する報復として開始されたと発表された。2020年3月のイドリブ停戦以来、初めての軍事攻撃となった。
2024年11月29日、親アサド政権勢力や政府軍が崩壊する中、HTSとその後のシリア民主軍（SDF）がアレッポに侵入し、占領した。翌日、反政府勢力は急速に進撃を開始し、政府軍や政府支持勢力が崩壊する中、数十の町や村を占領し続け、シリア中部のハマーに向かって進軍し、12月5日に同地を占領した。12月6日までに、SDFはユーフラテス川東方での攻勢でデリゾールを占領し、新たに結成された南部作戦室とアルジャバル旅団は南部での攻勢でダルアーとスワイダーを占領した。 HTSはさらに南のホムスに向かって前進を試みた。アメリカ合衆国の支援を受けたシリア自由軍（SFA）は、同国南東部のパルミラを制圧した。
2024年12月7日、南部戦線軍は南からリーフ・ディマシュク県に入り、首都ダマスカスから10キロメートル以内にまで到達した。その後、反政府勢力が首都郊外に侵入したと報じられた。シリア自由軍は南東から首都に向かって移動した。 
12月8日までに反政府勢力はダマスカスの北部に位置するホムスを占領し、事実上アサド軍をシリアの地中海沿岸から遮断し、ダマスカスへの進撃を可能とした。
2024年12月8日、反政府勢力は首都ダマスカスを占領し、アサド政権は崩壊。アサド大統領はロシアへ亡命した。これによりハーフィズ・アル＝アサドから親子二代に及ぶアサド家による53年にわたる統治は終了した。

## 背景
シリア内戦は「アラブの春」に影響されて2011年に始まり、アサド政権側はロシア連邦、イラン・イスラム共和国およびヒズボラなど親イラン系武装戦力の支援を得て一時は優位を回復したが、シリア反体制派の支配地域が各所に残った。
同国北西部では2020年3月のイドリブ停戦合意以来、反政府勢力とシリア政府軍の間の大規模戦闘は停止した。しかし、反政府勢力は戦闘再開の準備を進めており、特にシャーム解放機構（HTS）は組織を「通常軍」に改革し、訓練を強化し、襲撃や夜間戦闘に特化した特殊部隊を設立するなど軍事力を強化していた。
ウクライナで発行されているキーウ・ポスト紙によると、一部のイスラム主義者のソーシャルメディアアカウントは、イドリブに本拠を置く反政府勢力がウクライナ国防省情報総局から訓練やその他の支援を受けていると述べた。ロシアは2015年から反政府勢力への空爆でアサド政権を支援するのと並行して、2022年にウクライナへの侵攻を開始し、ウクライナと敵対関係に入っていた。
一方、シリア政府は汚職の拡大に悩まされており、研究者のチャールズ・リスターはシリア政府を「腐敗したビジネスエリートと軍司令官、民兵指導者、軍閥の強力なネットワーク」が麻薬貿易収入によって支えられている「世界最大の麻薬国家」であると述べている。
2022年末からHTSの部隊は政府軍に対する一連の浸透や狙撃を開始し、攻勢を行った。この攻勢の報復として、イドリブ県への砲撃とロシアの空爆があった。アレッポは、2016年のアレッポ攻撃以来、バッシャール・アル・アサド政権とイランの支援を受けた親イラン民兵組織によって支配されていた。
2024年10月、シリア反政府勢力がアレッポ市内で政府軍に対する大規模攻撃の準備を準備していると報告され、アレッポ郊外でHTSと政府軍による大規模な動員が開始された。 2024年11月27日には、政府軍の砲撃が反政府勢力が支配する村や町を攻撃し、民間人16人が死傷した。

## 攻勢
シリアのバシャール・アル・アサド政権は、反政府勢力支配下のイドリブへの砲撃を行い、少なくとも民間人30人が死亡した。2024年11月27日、HTSはこの攻撃に対し、アレッポ県西部の親政府勢力に対して「侵略の抑止」と呼ばれる攻撃を開始したと発表した。

### 最初の攻勢
最初の攻撃の10時間の間に、HTSはUrm al-Kubra、Anjara、Urum al-Sughra、Sheikh Aqil、Bara、Ajil、Awijil、al-Hawtah、Tal-Dabaa、Hayr Darkal、Qubtan al-Jabal、al-Saloum、al-Qasimiyah、Kafr Basin、Hawr、Anaz、Basratounを含む20の町と村を親政府勢力、政府軍から占領した。さらに、政府軍の第46連隊基地はHTSに包囲され、数時間後に占領された。シリア人権監視団は、政府軍兵士37人と民兵、反政府勢力60人の戦闘員が攻勢で死亡したと報告した。ロシアの特殊部隊は反政府勢力に待ち伏せされ、反乱軍は後に殺害されたロシア兵と鹵獲した装備の写真を投稿した。この攻勢への対応として、シリア軍とロシア軍は反政府勢力が支配する地域に空爆を開始した。また、ロシア軍はアタリブ、ダラト・イッツァ、に加え周辺の村周辺で空爆を行い、政府軍は反政府勢力が支配するイドリブ、アリハ、サルマダ、およびイドリブ県南部を砲撃した。